# 雪落漾
雪落漾是一个分属中国江苏省吴江市平望镇和上海市青浦区的湖泊，面积为1.938平方千米。为平望镇14个列入江苏省湖泊保护名录的湖泊（莺脰湖、雪落漾、长漾、北麻漾、长荡、长田漾、庄西漾、杨家荡、东下沙荡、西下沙荡、南万荡、大龙荡、张鸭荡、前村荡）之一。